# 德伯家的苔丝
《德伯家的苔丝》（英語：Tess of the d'Urbervilles，又译《苔丝》、《黛絲姑娘》），英國小說家托馬斯·哈代的長篇小說，最初在雜誌上連載，1891年以書籍發行。在正式出版前已遭到多家出版社拒絕發行，出版後亦備受爭議。
在維多利亞時代，對於當代女性的道德與社經地位有嚴格的規範，其中對女性的貞節最為苛求。

## 故事简介
故事描述英格蘭夏夫茲堡（Shaftesbury）有個貧家少女名叫黛絲（Tess），她美麗、單純且富有責任感，猶如令人喜愛的美好女性，卻遭到命運的捉弄。
一個研究過村民姓氏的牧師， 在路上巧遇黛絲的父親，並告訴他，他們家是沒落貴族德伯威爾的後裔。她父親知道後到酒館喝酒，並向酒友們吹噓他們家族的強盛，母親甚至也討論著要將黛絲嫁到富有的遠親家。
同一天，與朋友們一起參加五朔節花柱的黛絲在慶典中，對與兄長們湊巧路過此地而前來加入舞會的少年安傑（Angel Clare） 一見鍾情，然而當他準備離開時，才終於注意到待在一旁的她，想共舞卻為時已晚。
活動結束後黛絲回到家，得知由於父親酒醉而耽誤最後送貨時間（她不滿父母經常酗酒而不顧家境貧苦），只得由身為最大的孩子的她連夜趕忙運送蜂箱到隔壁鎮，然而疲憊的她不小心將家裡唯一的老馬王子（Prince）與對向的高速行駛車相撞而死。
為了補償王子的離世與幫助家計，她依父母所願來到遠親德伯威爾家工作，在臨行前還被母親特地打扮得像嫵媚的成年女子。
遠親家庭裡只有一位瞎眼的老夫人（Mrs. d'Urberville）跟她的兒子亞雷克（Alec d'Urberville）。玩世不恭的亞雷克垂涎黛絲的美色和清純，對她極盡挑逗，如第一次見面時便故作親暱地親手餵她吃草莓；在接她前往莊園的路上刻意快速行駛馬車以要求她的擁吻，卻逼得黛絲寧願使計下車獨自徒步前往。此後更試圖藉著她的單純拉近距離，然而她反感於他輕浮的討好，因此無動於衷。
一日週末夜，想回住處休息的黛絲在被亞雷克的前情人們為難而不得已的情況下，單獨與亞雷克騎馬回去，不料他卻將黛絲帶入黑暗且充滿濃霧的森林裡。亞雷克有意降低黛絲的戒心，便說道已將馬匹和玩具等物資送去她的家，接著問她是否有些喜歡上自己，而黛絲僅因他對家人的援助而對他表示謝意。爾後發現被帶往不是往莊園的路後氣憤地要他找路，但是亞雷克回來時她已睡著了，被亞雷克強姦（一说诱奸，尚有爭議）失身。附近路過的人聽見了她的哭聲。
黛絲對他並無愛意，於是隔日早晨拒絕了他的邀約，回到家中。她的母親怕亞雷克不肯娶她，並責怪她怎麼那麼不小心 ，她卻哭著反駁說：「你們從未教導過我要小心成年男子的居心！」她的歸來與伴隨的緋聞讓她短暫恢復了開朗的性格，隨即又沈默憂鬱了。
後來黛絲懷孕，隔年產下一子，取名為悲傷（Sorrow）。時值八月，在收割麥田的休息時間，儘管對懷中的新生命情感複雜，她壓下心底的羞怯當眾哺乳。胎兒病危時，由於黛絲父親認為她為家族帶來恥辱而不願讓牧師踏進家門，因此她親自為孩子受洗，不久後夭折。牧師雖認可她的洗禮，但不願讓孩子下葬於該墓園。
一、兩年後，在眾人指指點點之下（也不想給弟妹們不好的榜樣），黛絲選擇離開家鄉，前往由和善的克里克夫婦（Mr. and Mrs. Crick）經營的牛奶工廠上班，和三名女工伊慈、蕾塔、瑪麗安（Izz、Retty、Marian） 一起擠牛奶並結為好友。在那裡，過去是不為人所知的，原本打算一生不嫁的她與溫和聰敏的牧師之子安傑重逢並互相吸引。
安傑回到老家詢問家人的意見，本來希望他能娶成為教師的其青梅竹馬為妻的父母，也同意了他所選擇的農村姑娘黛絲。他回到工廠後熱切地向黛絲求婚，一開始不斷拒絕他的黛絲原本想把其他同樣愛慕他的女工們推薦給他，但之後還是答應了，倆人論及婚嫁。後來他才發現彼此早已在五朔節時見過面，為沒能共舞感到可惜。
之前的拒絕以擔心安傑不滿於“血統是沒落貴族”為由矇混過去，但是失身之痛一直盤據在黛絲的心頭，她嘗試寫信告訴安傑她的過去， 後來意外發現信被門口的地墊遮住而再度猶豫。她寫信給她的母親瓊（Joan），徵詢他們的意見，瓊告訴她保持沉默，過去的事並不是她的錯。年底，兩人就在沒有家人到場見證下結婚了，並暫時搬入曾屬於德伯威爾家族的古宅。
新婚之夜，安傑坦承曾經在求學時，遭一名娼婦下藥並歡愛過，黛絲原諒他後也向他坦承自己曾經失身於亞雷克，然而相同的過錯卻得不到諒解。對安傑來說，純潔無瑕的黛絲已不復存在。
度過了一段同居但不快樂的日子後，安傑終究無法接受這個事實而選擇離開，他給了黛絲一些錢，並告訴她，他將盡力調解自己，且准許黛絲頂多可寫信到他的老家，也別直接寫信給他。在離開的路上安傑巧遇伊慈並邀請她同行，鍾情於他的伊慈本來答應了，但在馬車上交談時她表示：「我無法像黛絲一樣愛到願意為你而死。 」最後他獨自搭船遠走巴西發展事業。黛絲則回到老家，她的母親責怪她不該如此天真地坦白。
由於不想因婚姻不明而再度被他人議論，她假裝與安傑的感情依舊良好，給了家人一部份安傑給的錢後，騙大家說要與丈夫團聚，便再度出遠門做苦工，與好友伊慈和瑪麗安一同在嚴寒而貧瘠的土地上務農，卻不斷受到知曉她的過去的刻薄老闆葛羅比（Groby）嘲諷與刁難。在聽說了安傑曾邀約伊慈一同前往巴西後更加難過。她試著寫信給他卻從未收到回信。
一年後的某休息日，黛絲獨自長途跋涉，嘗試與夫家的人見面，希望博得他們的喜愛與憐惜，卻因偶然聽到安傑的親友對她的評判後無功而返。不久後亞雷克又來糾纏她，在其母親過世後接受了身為牧師的安傑父親的引導，原本打算重新做人並成為傳教士的他，再次遇見黛絲時卻聲稱自己是被她所誘惑，並向她求婚，知道她已婚後還不斷試圖說服她，她的丈夫是不會再回來找她了。
有一天，黛絲剛長大成人的二妹麗莎露（Lisa Lu）前來告知母親病危，希望她能回家。然而母親康復後父親卻因長期酗酒病逝，由於終生土地契約黛絲一家無法繼續居住在村裡，不能如願遷居至祖宅又無處可去，只能勉強在祖墳過夜。此時亞雷克再次前來，為了年幼的弟妹們，陷入絕境的黛絲只好答應亞雷克的“交換條件”。
事業受挫且生重病的安傑想通後回來找黛絲，在經歷一波三折後，回到老家時才終於收到了黛絲從期盼到心碎而瘋狂的多封信件，以及伊慈與瑪麗安以匿名朋友名義希望他保護好其妻子的一封信。前往了她工作的農地以及她的老家都找不到她的身影，打聽後得知了（已被亞雷克安頓好的）黛絲家人的新住處，並從岳母為難的敘述中得知她目前在一座海岸邊的大城市。終於找到了住在旅館與亞雷克同居且打扮時髦的黛絲，然而深受創傷的她要他離去。在極度崩潰之下，黛絲殺死了說話刻薄的亞雷克，追上安傑與他遠走高飛，並希望他能在她離開後娶與自己神貌相似且純潔無瑕的麗莎露為妻。
在巨石陣的清晨中，警察到了，安傑拜託警察讓黛絲睡飽。黛絲醒來見到警察，便問說：「他們來捉我了嗎？」「是的，吾愛，他們已經來了...」「我已經準備好了。」最後黛絲走向刑場被處以絞刑，心中還想著要是當初五朔節時自己能和安傑共舞就好了。隨著象徵死亡的黑旗升起，安傑哭了，麗莎露在一旁陪伴著，他遵守黛絲的遺言，撫養她的弟妹們。

## 主要人物
- 黛絲.杜柏菲爾(Tess Durbeyfield)，是狄烏柏維爾貴族的後裔，一個具有純潔心靈、善良品格與堅韌性格的鄉下姑娘，神情總是流露出天真無邪的模樣，眼睛閃爍清澈的明亮，紅唇勾起甜美的笑容。這樣一個高貴女子，卻受盡命運捉弄，甚至她重獲的愛情，也是以生命交換而來的。身為長女的她，總是承擔起一切責任，卻也間接毀了屬於她的幸福。那些自稱爱她的人用“愛”毁了她。受過教育，曾希望能成為一名老師。沒落貴族的身世代表血統至高論的衰敗。
- 安傑.卡萊爾(Angel Clare)，一位出身於牧師家庭的青年，是黛絲在瓦爾河畔大酪場之谷所遇到的情人，黛絲全心全意的信賴卡萊爾，把他當作一切美善的化身，嚮導、哲學家、朋友所該有的學問，他樣樣俱全。他的靈魂可比聖人，他的智識可比先知，然而仍被處女情結所困。與成為牧師的父親和哥哥們不同，選擇了發展農業的道路。屬於典型的理想主義。
- 亞歷克.狄烏柏維爾(Alec Stokes-d'Urberville)， 一個到處拈花惹草的花花公子，是糾纏黛絲心中的暗鬼，代表疑惑、恐懼、哀愁、恥辱，像惡狼一直在光圈外面，黛絲為守護自己的信念與愛情，因而親手解決這個暗鬼。疑似因原生家庭不幸福而導致四處尋求存在感。總是將自己的罪過推託給他人。暴發戶的身份象徵當時崛起的工業化時代。

## 中譯版本
- 《苔絲姑娘》，呂天石譯，上海中華書局，1934年10月
- 《黛斯姑娘》，嚴恩椿譯，上海啟明書局，1936年
- 《德伯家的苔絲》，張谷若譯，上海商務印書館，1936年
- 《苔絲》，張谷若譯，上海文化工作社，1953年
- 《黛絲姑娘》，宋碧雲譯，臺北遠景出版社，1980年6月
- 《德伯家的苔絲：一個純潔的女人》，張谷若譯，北京人民文學出版社，1980年7月
- 《黛絲姑娘》，黃福祿譯，臺北永和日昇出版社，1981年
- 《黛絲姑娘》，賴秀英譯，臺南文言出版社，1982年
- 《黛絲姑娘：一位純潔少女的故事》，陳必嘉譯，臺北志文，1985年
- 《黛絲姑娘》，黃福祿譯，臺北逸群，1986年
- 《苔絲》，吳笛譯，浙江文藝出版社，1991年12月
- 《德伯家的苔絲》，蔡慶嘉譯，世界圖書出版公司，1992年8月
- 《苔絲：一個純潔的女人》，孫法理譯，南京譯林出版社，1993年5月
- 《黛絲姑娘》，周樂詩縮寫，臺北新店業強，1994年
- 《德伯家的苔絲》，王忠祥、聶珍釗譯，長江文藝出版社，2000年
- 《黛絲姑娘》，宋佩珍譯，臺北新瀚文化出版，2001年
- 《黛絲》，陳姿婷譯，臺北人本自然文化出版，2001年
- 《苔絲》，鄭大民译，上海譯文出版社，2001年8月
- 《苔絲》，孫致礼、唐慧心譯，北京燕山出版社，2011年7月

## 改编作品
- 此書在1979年由英法合作改編為電影，由羅曼·波蘭斯基執導，娜妲莎·金斯基飾演主角黛絲。
- 英國倫敦週末電視於1998年改編為電視影集《黛絲姑娘（英语：Tess of the D'Urbervilles (1998 TV serial)）》，由伊恩·夏普（Ian Sharp）執導，賈絲汀·汪德爾（Justine Waddell）飾演主角黛絲，奧利維·米爾本（Oliver Milburn）飾演安吉爾。
- 英國BBC於2008年改編為電視影集《黛絲姑娘》